# Cryptocercus clevelandi
Cryptocercus clevelandi är en kackerlacksart som beskrevs av George W. Byers 1997. Cryptocercus clevelandi ingår i släktet Cryptocercus och familjen Cryptocercidae. Inga underarter finns listade i Catalogue of Life.